# Bingham Canyon Mine

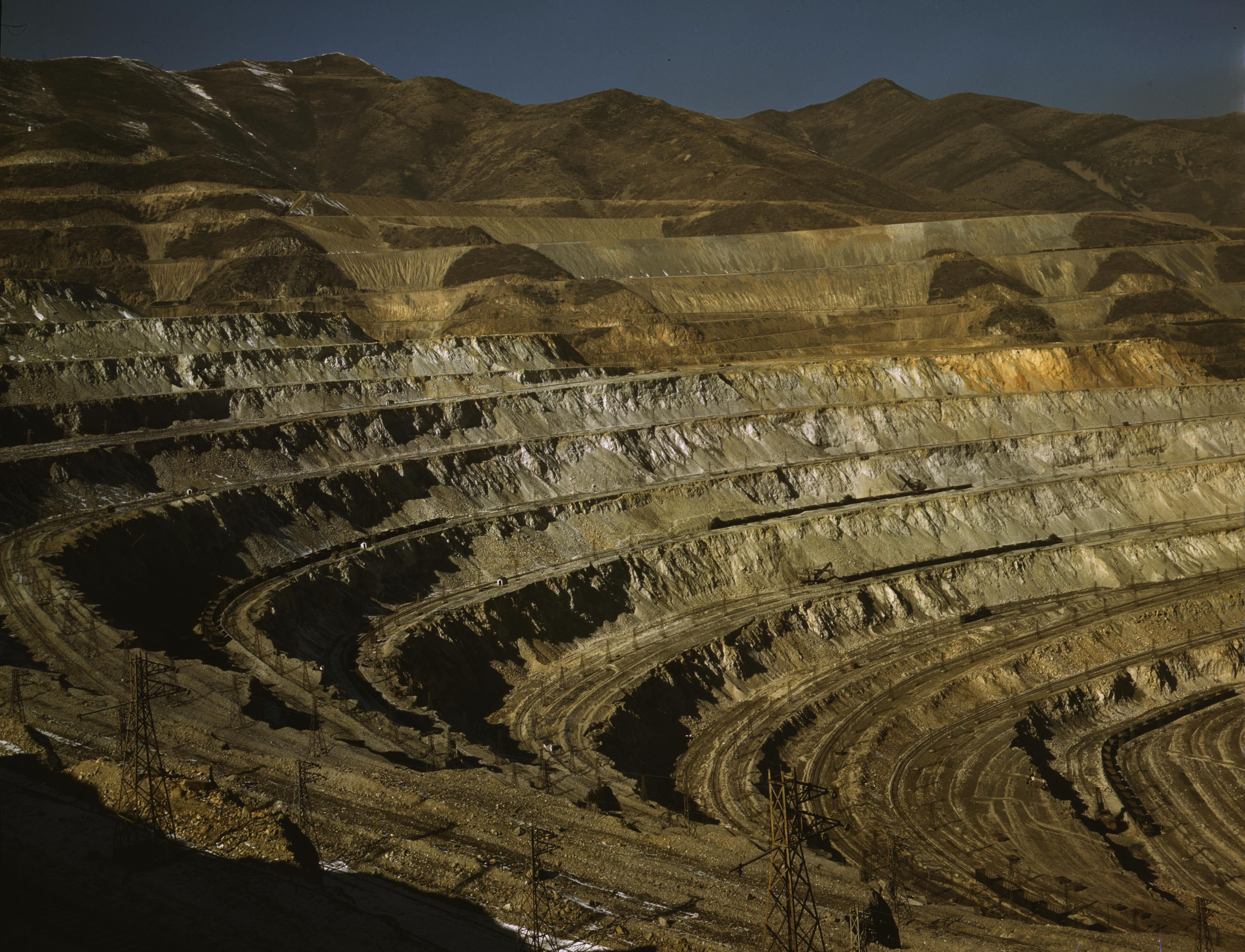
widok kopalni

Bingham Canyon Mine (oficjalnie: Bingham Canyon Open Pit Copper Mine) – odkrywkowa kopalnia miedzi znajdująca się w Stanach Zjednoczonych, w Stanie Utah, w hrabstwie Salt Lake. Jest największą kopalnią odkrywkową oraz największym wykopem utworzonym przez człowieka na świecie. Należy do Kennecott Utah Copper. Bingham Canyon jest jednym z Narodowych Pomników Historycznych USA.
Szerokość kopalni wynosi około czterech kilometrów, a jej głębokość, według różnych źródeł, sięga 900 lub 1200 metrów.
Kopalnia utworzona została w 1848 roku przez braci Bingham: Thomasa i Sanforda. Wydobycie rozpoczęto w 1904 lub w 1906 roku, a kopalnia pracuje do dziś. Oprócz miedzi wydobywa się molibden, srebro i złoto oraz ołów i cynk. Szacuje się, że przez ponad 100 lat wydobyto z niej 17 milionów ton miedzi, 386 ton molibdenu, 5900 ton srebra i 715 ton złota.

## Wstrzymanie wydobycia
Wydobycie wstrzymano po ogromnym osuwie ziemi 10 kwietnia 2013 roku. Ponieważ w kopalni spodziewano się osuwu od dłuższego czasu, ruchy mas ziemi były monitorowane. Według pomiarów ruch nie przekraczał 1 mm dziennie. 10 kwietnia 2013 roku warstwy przesunęły się o 5 cm. Natychmiast ewakuowano pracowników i sprzęt. W efekcie przesunięcia warstw nastąpił osuw ziemi, który zasypał 2/3 dna kopalni oraz zniszczył wiele budynków i pojazdów. Czujniki sejsmiczne odnotowały w tym czasie wstrząs o sile 2,4 stopni w skali Richtera.  